# Garovaglia mujuensis
Garovaglia mujuensis là một loài Rêu trong họ Pterobryaceae. Loài này được Zanten miêu tả khoa học đầu tiên năm 1964.